# Tomás Cruz Lorenzo

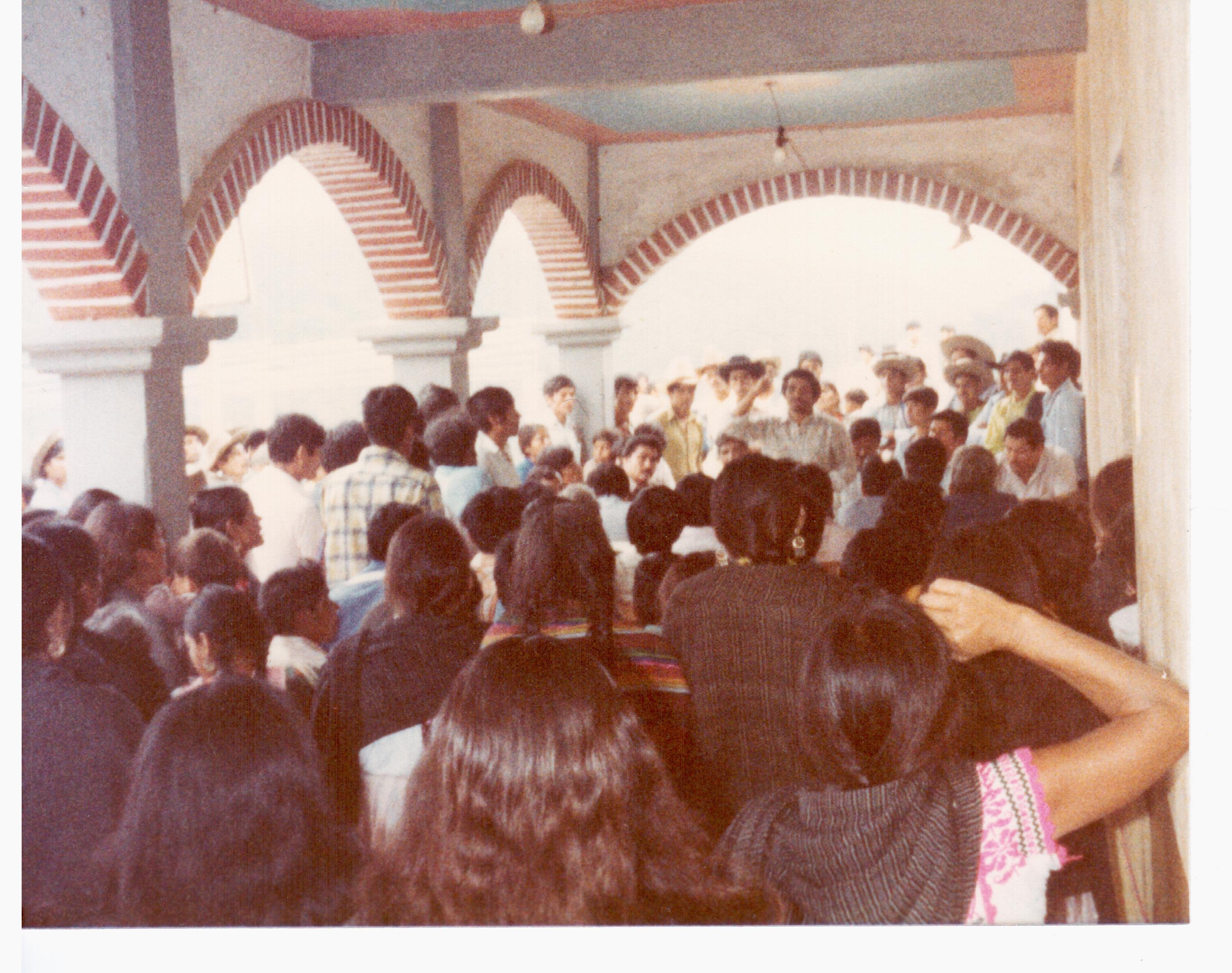
Tomás Cruz en asamblea con la comunidad. "Ciego al hacha escondida en las promesas y decretos, ciego a pesar del canto que el viento dejaba entre sus ramas, pero veías más que el que empuñaba la sierra que cortó raíces. Tomás, en este silencio chatino germinarán tantas palabras que acaso el bosque vuelva a florecer mañana".

Tomás Cruz Lorenzo (San Juan Quiahije, Oaxaca, México; 21 de diciembre de 1950) fue un activista y escritor chatino que perteneció a esa generación de pensadores de la organización comunal surgidos de los pueblos originarios, entre los que se encuentran Floriberto Díaz y Jaime Luna. Sus reflexiones, de tintes anarquistas, son un claro llamado a la defensa de la cultura, la lengua, la autonomía y el territorio de los chatinos. Tomás fue asesinado por pistoleros de Santa Catarina Juquila el 26 de septiembre en 1989.

## Vida
Tomas Cruz Lorenzo nació el 21 de diciembre de 1950 en San Juan Quiahije, Juquila, Oaxaca. Una de las comunidades chatinas más tradicionales y uno de los municipios oaxaqueños más marginados. Realizó algunos estudios de secundaria pero su formación empezó a los 20 años siendo sacristán de la iglesia de su comunidad, al tiempo que el párroco de Panixtlahuaca era fray Edmundo Ávalos Archivado el 5 de abril de 2017 en Wayback Machine.. Fue secretario y asesor del municipio de San Juan Quiahije. A principios de los 70's, fue uno de los fundadores de Cieneguilla (agencia de San Juan). A la segunda mitad de los años setenta participó en las principales luchas chatinas, como la de Yolotepec contra la explotación forestal, la lucha de recuperación del territorio de Santiago Yaitepec. Igualmente, fue el presidente del Consejo Supremo Chatino, recorriendo a pie las comunidades. En 1981 ingresó al programa Conasupo-Coplamar (enlace roto disponible en Internet Archive; véase el historial, la primera versión y la última)., en el que trabajó hasta unos meses antes de su asesinato. Teniendo a su disposición las facilidades de movilización como supervisor y por tratarse de un programa que tenía por misión la organización comunitaria (agrupando una buena cantidad de dirigentes sociales), Tomás amplió su presencia en las comunidades chatinas y desarrolló un pensamiento lúcido, que lo convirtió, a pesar de su edad, en una persona a quien los ancianos pedían consejos.
Tomás tenía 38 años cuando fue baleado en la noche del 26 de septiembre de 1989, mientras esperaba el camión para Oaxaca. Tomás como muchos líderes indígenas fueron asesinados durante el mandato de Heladio Ramírez López. Este crimen político se denunció días después en el Primer Foro de Derechos Humanos de los Pueblos Indios, celebrado en Matías Romero, Oaxaca. Tras 30 años, el asesinato de Tomás, quedó en la impunidad.
A Tomás se le sigue recordando en los pueblos chatinos.

## Pensamiento Político
Considerado anarquista formó su pensamiento a partir de la lectura de Ricardo Flores Magón, Kropotkin, Pierre Clastres y los documentos de Barbados. Estas lecturas alumbraron su vastísima información y dieron origen a proyectos de investigación que no pudieron concretarse por la cantidad de cosas que hacía y por lo prematuro de su muerte. Quiso investigar también los cambios en la noción de tiempo y distancia entre los chatinos en los últimos cincuenta años, y reconstruir los viejos caminos de relaciones sociales; seguir documentando historias comunitarias, como la violencia caciquil de la región chatina.

## Obras
Su inquietud por conocer y entender lo llevó a escribir historias de las luchas de sus comunidades. Fue fundador de la publicación Nuevo Milenio donde alzaba la voz y describía las problemáticas su comunidad. Dentro de las publicaciones de la revista escribió,“De porqué las flores nunca se doblegan con el aguacero”, "Problemas forestales en tres comunidades chatinas en 1977", "Las sorpresas políticas en Juquila","Reflexiones de un amanecer en mi comunidad", entre otras.